# Valdivia camerani
Valdivia camerani е вид десетоного от семейство Trichodactylidae. Видът не е застрашен от изчезване.

## Разпространение и местообитание
Разпространен е в Аржентина, Боливия, Бразилия (Мато Гросо и Мато Гросо до Сул) и Парагвай.
Обитава сладководни басейни, заливи и реки.

## Описание
Популацията на вида е стабилна.